# Erhard Wunderlich
Erhard Wunderlich, nemški rokometaš, * 14. december 1956, Augsburg, † 4. oktober 2012, Köln.
Leta 1984 je na poletnih olimpijskih igrah v Los Angelesu v sestavi zahodnonemške rokometne reprezentance osvojil srebrno olimpijsko medaljo.